# V739 Sagittarii
V739 Sagittarii är en eruptiv variabel av RCB-typ (RCB) i stjärnbilden Skytten.
Stjärnan har magnitud +12,2 och når i förmörkelsefasen ner till +20,0. 